# Nimbaspis molardi
Nimbaspis molardi är en insektsart som beskrevs av Alfred Serge Balachowsky 1952. Nimbaspis molardi ingår i släktet Nimbaspis och familjen pansarsköldlöss. Inga underarter finns listade i Catalogue of Life.